# Ludwig Czerkas
Ludwig Stanisławowicz Czerkas (ros. Людвиг Станиславович Черкас, ur. 9 grudnia 1923 w Połocku, zm. 10 kwietnia 2002 w Moskwie) – radziecki wojskowy, pułkownik, Bohater Związku Radzieckiego (1945).

## Życiorys
Urodził się w rodzinie kolejarza. Deklarował narodowość białoruską. Od 1935 mieszkał w Moskwie, skończył 8 klas szkoły średniej i technikum, pracował jako technik mechanik, od czerwca 1941 służył w Armii Czerwonej. Był żołnierzem 7 Dywizji Pospolitego Ruszenia Baumańskiego Rejonu Moskwy, walczył na Froncie Zachodnim, 2 Ukraińskim i 1 Białoruskim. W październiku 1941 brał udział w walkach obronnych na południe od Wiaźmy, w 1942 ukończył wojskową szkołę piechoty w Nowogrodzie Wołyńskim i do lutego 1944 służył w zapasowym pułku, później walczył w 16 Korpusie Pancernym/12 Gwardyjskim Korpusie Pancernym. Brał udział w operacji humańsko-botoszańskiej, lubelsko-warszawskiej i wiślańsko-odrzańskiej, w tym w wyzwalaniu Humania, Lublina, Dęblina i Otwocka, pod Humaniem był ranny. Jako dowódca kompanii 34 Gwardyjskiej Brygady 12 Gwardyjskiego Korpusu Pancernego 2 Gwardyjskiej Armii Pancernej 1 Frontu Białoruskiego w stopniu starszego porucznika wyróżnił się w walkach na terytorium Polski, w tym w rejonie Warszawy i w walkach o Radziejów 20 stycznia 1945, gdzie zadał wrogowi duże straty i został ranny, jednak nie opuścił pola walki. Po wojnie kontynuował służbę w armii, w 1945 został przyjęty do WKP(b), w 1954 ukończył Wojskową Akademię Wojsk Pancernych i Zmechanizowanych, w 1959 zakończył służbę w stopniu pułkownika. Później kierował jednym z sektorów Instytutu Naukowo-Badawczego. Został pochowany na Cmentarzu Trojekurowskim.

## Odznaczenia
- Złota Gwiazda Bohatera Związku Radzieckiego (27 lutego 1945)
- Order Lenina (27 lutego 1945)
- Order Rewolucji Październikowej
- Order Wojny Ojczyźnianej I klasy (dwukrotnie, 7 czerwca 1945 i 6 kwietnia 1985)
- Order Czerwonej Gwiazdy (dwukrotnie, 16 sierpnia 1944 i 30 grudnia 1956)

I medale.